# 1950 dans les parcs de loisirs
| Années des parcs de loisirs : 1947 - 1948 - 1949 - 1950 - 1951 - 1952 - 1953    |
| Décennies des parcs de loisirs : 1920 - 1930 - 1940 - 1950 - 1960 - 1970 - 1980 |

## Parcs d'attractions

### Ouverture
- Jaderpark ( Allemagne)
- Linnanmäki ( Finlande) Ouvert au public le 27 mai 1950.
- Vidámpark ( Hongrie)

## Attractions

### Montagnes russes
| Nom                                                         | Type/Modèle | Constructeur                      | Parc                           | Pays       |
| ----------------------------------------------------------- | ----------- | --------------------------------- | ------------------------------ | ---------- |
| Coaster                                                     | Bois        | Edward Lundberg                   | Marshall Hall (en)             | États-Unis |
| Comet Jr.                                                   | Hybride     | National Amusement Device Company | Glen Echo Park (en)            | États-Unis |
| Hochschaubahn                                               | Bois        |                                   | Prater de Vienne               | Autriche   |
| Little Dipper Relocalisé à Six Flags Great America en 2010. | Bois        | Philadelphia Toboggan Company     | Kiddieland Amusement Park (en) | États-Unis |

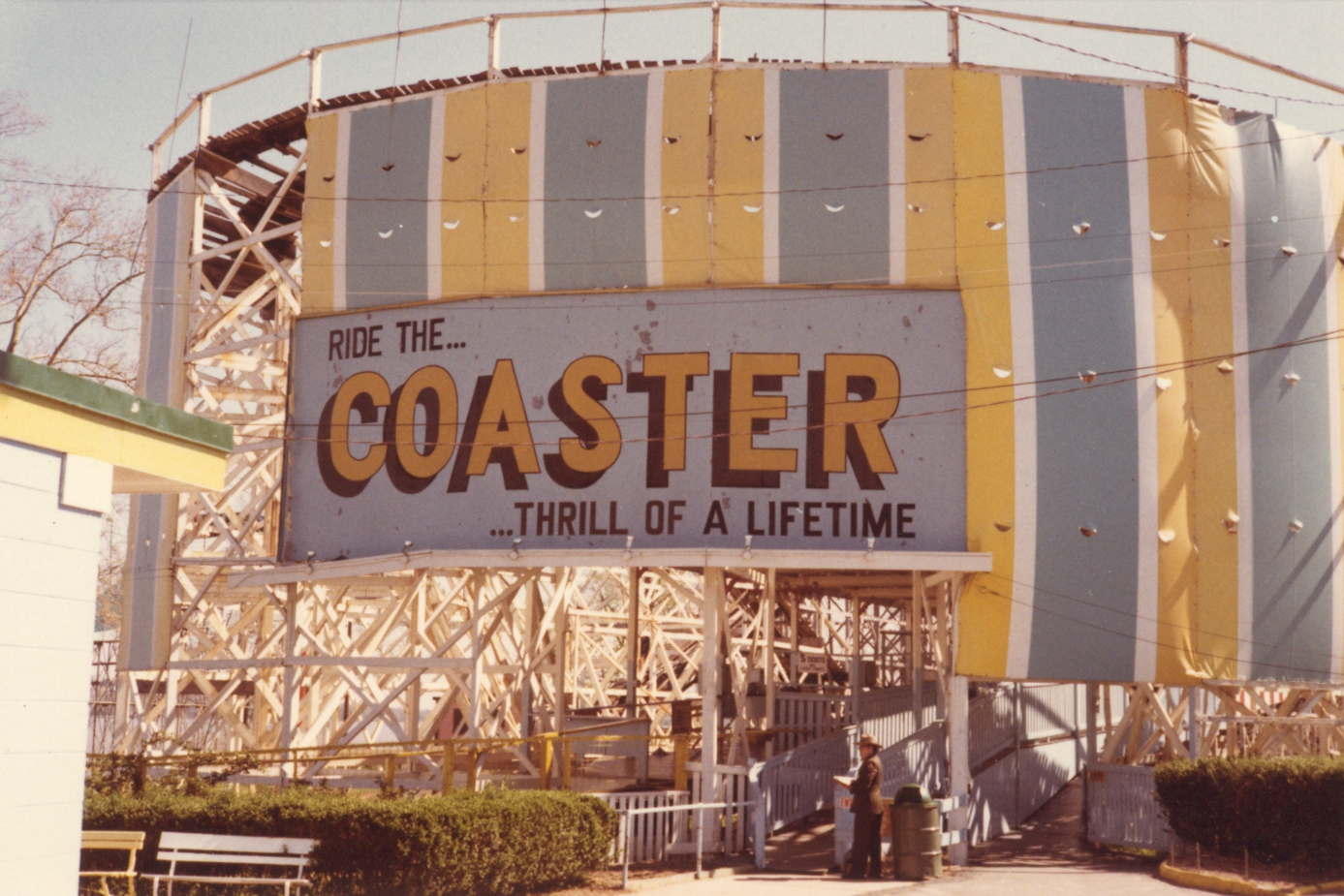
Coaster à Marshall Hall (en)
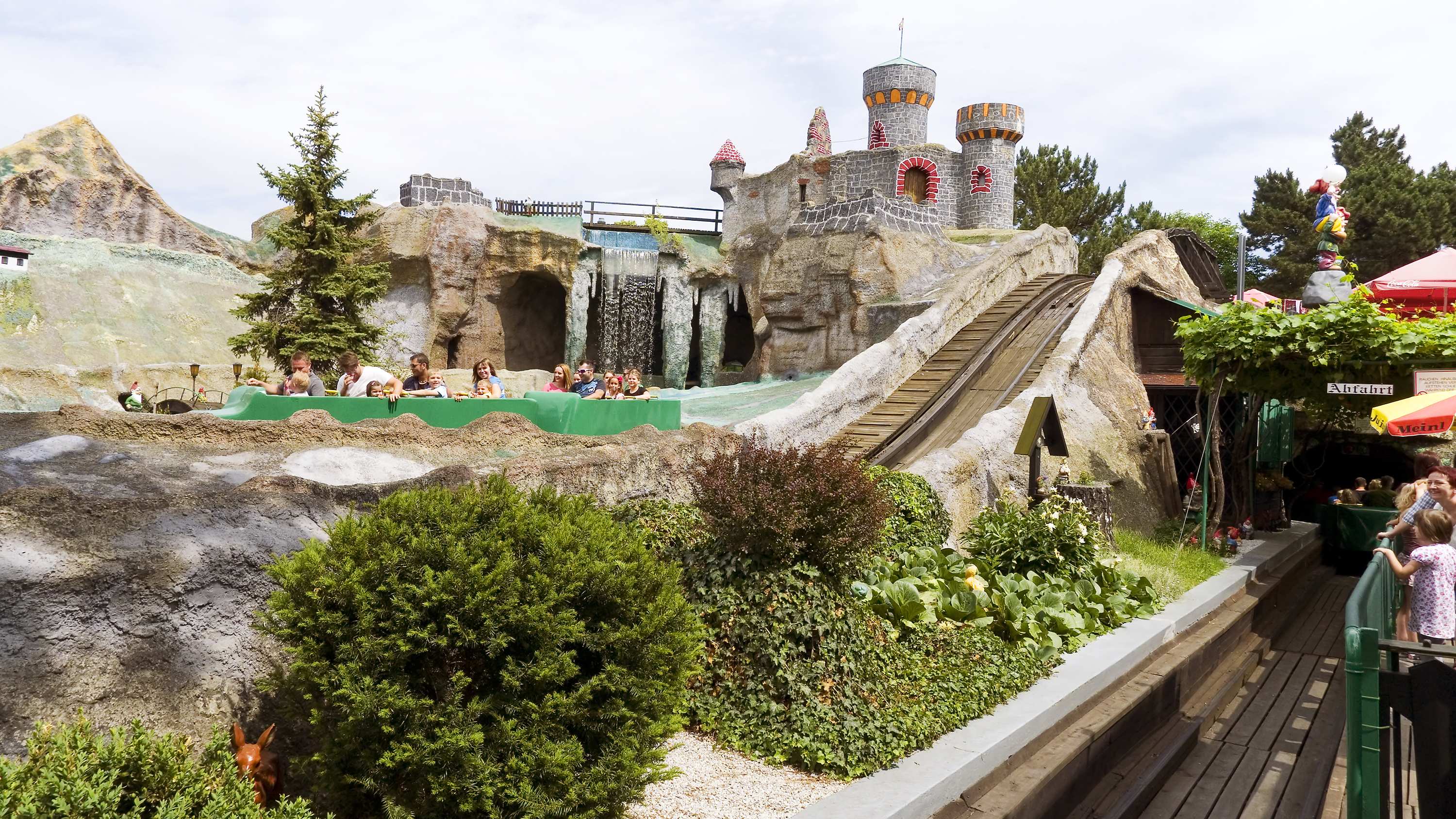
Hochschaubahn au Prater de Vienne
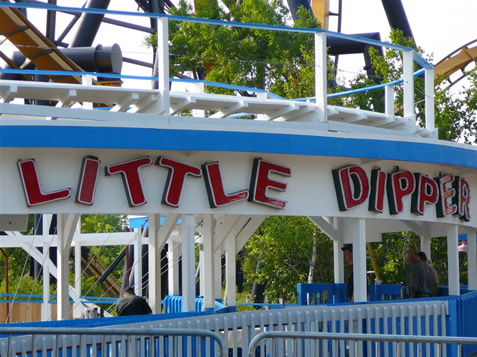
Little Dipper à Kiddieland Amusement Park (en)

### Autres attractions
| Nom       | Type/Modèle | Constructeur | Parc       | Pays     |
| --------- | ----------- | ------------ | ---------- | -------- |
| Kammokuja | Walkthrough |              | Linnanmäki | Finlande |